# Giuseppe Cacciatore
Giuseppe Cacciatore (Salerno, 2 dicembre 1945 – Salerno, 2 marzo 2023) è stato un filosofo italiano.

## Biografia
Laureatosi in Filosofia presso l'Università degli studi di Roma "La Sapienza" nel 1968, nei primi anni Settanta collaborò, in qualità di assistente, con Fulvio Tessitore all'Università di Salerno, dove poi avviò la sua carriera accademica. Dal 1981 fu professore ordinario di Storia della filosofia presso la Facoltà di lettere dell'Università degli Studi di Napoli, il cui corso di laurea in filosofia presiedè anche tra il 1990 e il 1995. Nel 1995 diventò direttore  del Centro di Studi Vichiani del CNR di Napoli. Dal 2001 al 2007 fu direttore del dipartimento di filosofia "Antonio Aliotta" dell'Università federiciana.
Tenne numerose conferenze presso le Università di Barcellona, Berlino (Freie Universität Berlin e Humboldt Universität), Bochum, Brema, Brno, Bruxelles, Düsseldorf, Essen, Graz, Halle, Lipsia, Maracaibo, Monaco di Baviera, Parigi, Potsdam, Valencia, Varsavia, Città del Messico (UNAM e UIC).
Fu vicepresidente del CdA e membro del comitato scientifico dell'Istituto di Studi Latinoamericani (ISLA) di Pagani, del quale diventò direttore a partire dal 2007.
Nel 2007 fu nominato socio corrispondente dell'Accademia nazionale dei Lincei. Dal 2013 è stato presidente della Società Salernitana di Storia Patria. Nel 2013 fu insignito del premio nazionale “Frascati Filosofia”. Fu Presidente della Società Italiana degli storici della filosofia dal 2010 al 2014. Fu dal 2014  coordinatore del dottorato di ricerca in Scienze filosofiche dell'Università degli Studi di Napoli Federico II. Nel 2015 fu nominato rappresentante dell'Università di Napoli “Federico II” nel comitato tecnico-scientifico del Consorzio universitario Civiltà del Mediterraneo.

## Opere

### Saggi
- Wilhelm Dilthey e il metodo delle scienze storico-sociali, Istituto di Filosofia dell'Università di Salerno, Salerno, 1972.
- Scienza e filosofia in Dilthey, Voll. I e II, Napoli, Guida, 1976.
- Ragione e speranza nel marxismo. L'eredità di Ernst Bloch, Bari, Dedalo, 1979.
- La sinistra socialista nel dopoguerra, pref. di F. De Martino, Bari, Dedalo, 1979.
- Vita e forme della scienza storica. Saggi sulla storiografia di Dilthey, Napoli, Morano, 1985.
- Storicismo problematico e metodo critico, Napoli, Guida, 1993.
- La lancia di Odino. Teorie e metodi della scienza storica tra Ottocento e Novecento, Milano, Guerini e associati, 1994.
- La Quercia di Goethe. Note di viaggio dalla Germania, Soveria Mannelli (CZ), Rubbettino, 1998.
- L'etica dello storicismo, Lecce, Milella, 2000.
- Metaphysik, Poesie und Geschichte. Über die Philosophie von Giambattista Vico, Akademie Verlag, Berlino, 2002.
- Giordano Bruno e noi. Momenti della sua fortuna tra 700 e 900, Edizioni Marte, Salerno, 2003.
- Cassirer interprete di Kant e altri saggi, Siciliano Editore, Messina, 2005.
- Filosofia pratica e filosofia civile nel pensiero di Benedetto Croce, Rubbettino, Soveria Mannelli (CZ), 2005.
- Antonio Labriola in un altro secolo. Saggi, Rubbettino, Soveria Mannelli (CZ), 2006.
- Saperi umani e consulenza filosofica, Meltemi Editore, Roma, 2007.
- L'infinito nella storia. Saggi su Vico, con una postfazione di V. Vitiello, Edizioni scientifiche italiane, Napoli, 2009.
- Interculturalità, Tra etica e politica (in coll. con G. D'ANNA), Carocci, Roma, 2010.
- Interculturalità. Religione e teologia politica (in coll. con R. DIANA), Guida, Napoli, 2010
- A quattro mani. Saggi di filosofia e storia della filosofia (in coll. con G. CANTILLO), a cura di M. Martirano Edizioni Marte, Salerno, 2010.
- El búho y el cóndor. Ensayos en torno a la filosofía hispanoamericana, prólogo de Antonio Scocozza, epílogo, edición y traducción de Maria Lida Mollo, Editorial Planeta, Colombia, 2011.
- La vocazione dell'arciere. Prospettive critiche sul pensiero di José Ortega y Gasset (in coll. con A. MASCOLO), Bergamo, Moretti&Vitali, 2012.
- Sulla filosofia spagnola. Saggi e ricerche, Bologna, Il Mulino, 2013.
- Problemi di filosofia della storia nell'età di Kant e di Hegel. Filologia, critica, storia civile, Presentazione di F. Lomonaco, Aracne, Roma, 2013.
- G.Cacciatore-G. D'Anna-R. Diana (a cura di), Mente, Corpo, Filosofia pratica, Interculturalità, Mimesis, Milano-Udine, 2013,
- G. Cacciatore-A.Giugliano, Dimensioni filosofiche e storiche dell'interculturalità, Mimesis, Milano, 2014
- Dallo storicismo allo storicismo, Introduzione di F. Tessitore, a cura di G. Ciriello, G. D'Anna, A. Giugliano, ETS, Pisa, 2015.
- In dialogo con Vico. Ricerche, note, discussioni, a cura di M. Sanna, R. Diana e A. Mascolo, Edizioni di Storia e Letteratura, Roma, 2015.

### Curatele
- J. Ortega y Gasset, Meditazioni del Chisciotte e altri saggi, a cura di G. Cacciatore e M.L. Mollo, Guida, Napoli, 2016.
- G. Cacciatore, C. Cantillo (a cura di), Omaggio a Ortega. A cento anni dalle Meditazioni del Chisciotte (1914-2014), Guida, Napoli, 2016.